# Consoană clic
Consoanele clic, cunoscute și sub denumirea de clicuri, sunt sunete cu valoare de consoană, și apar în multe limbi vorbite în sudul Africii. În română și alte limbi indo-europene nu apar ca sunete distincte ale limbii, ci sunt doar interjecții (unele pot fi onomatopee). Clicurile sunt consoane ne-pulmonare și sunt combinabile cu vocalele în limbile în care apar drept consoane. Zgomotul clicului se realizează prin relaxarea bruscă a ocluziunii anterioare astfel încât aerul exterior pătrunde în vidul produs între cele două ocluziuni. 
Clicul dental se asemănă cu interjecția din română țî-țî-țî, iar un alt exemplu de clic este sunetul ce imită tropotul cailor.  Printre limbile în care apar clicuri se numără xhosa și zulu.

## Tipuri
- Clicuri dentale, ǀ
- Clicuri laterale, ǁ
- Clicuri bilabiale, ʘ
- Clicuri alveolare, ǃ
- Clicuri palatale, ǂ
- Clicuri retroflexe, 𝼊